# 巴拉博尼塔 (聖卡塔琳娜州)
26°39′14″S 53°26′24″W / 26.65389°S 53.44000°W
巴拉博尼塔（葡萄牙語：Barra Bonita），是巴西的城鎮，位於該國南部，由聖卡塔琳娜州負責管轄，始建於1995年12月29日，面積93平方公里，海拔高度335米，2010年人口1,878，人口密度每平方公里20.09人。